# فخر أباد (سردق)
فخر أباد (بالفارسية: فخرآباد) هي قرية تقع في إيران في قسم سردق الريفي. يقدر عدد سكانها بـ 1,672 نسمة .